# 歐文·格溫內斯
歐文·格温内斯（1100年代—1170年11月23日）是一位威爾斯君主，格温内斯王国國王（1137年—1170年）。他是第一位使用「威爾斯親王」頭銜的威爾斯統治者。
歐文·格温内斯是格魯菲德·阿頗·錫南之子，屬於阿伯弗洛王朝成員。在父親的統治時期，格温内斯王國成為威爾斯實力最強大的政權。1136年，歐文·格温内斯率領的格温内斯與德赫巴思聯軍在克魯格莫爾戰役大勝入侵的諾曼人。次年，歐文·格温内斯繼承王位。1150年左右，他將王國的勢力範圍進一步東擴，打敗了波伊斯王國國王馬多格·阿頗·麥爾杜德。1157年，英格蘭國王亨利二世率軍侵略威爾斯，但被歐文·格温内斯擊退；1165年亨利二世再次入侵，但鑒於威爾斯惡劣的天氣被迫撤退。1160年代左右，在致予法國國王路易七世的信中，歐文·格温内斯開始自稱「威爾斯親王」。歐文·格温内斯於1170年去世，原本由兒子海威爾繼位，但另一個兒子達費德·歐文·格温内斯反叛奪取了王位。歐文·格温内斯最著名的孫子是卢埃林大帝，他在13世紀初控制了整個威爾斯。